# Mad Professor
Mad Professor, född Neil Joseph Stephen Fraser år 1955 i Georgetown i Guyana, är en musikproducent inom dub-reggae och en inspelningstekniker känd för sina originella produktioner och sitt remixarbete. Han anses vara en av de ledande utvecklarna av stilen inom dub-musikens andra generation och bidrog till musikens övergång till den digitala tidsåldern. Han är en produktiv producent som spelat in eller bidragit till närmare 200 album. Han har samarbetat med reggaeartister som Lee "Scratch" Perry, Sly och Robbie, Pato Banton, Jah Shaka och Horace Andy, liksom artister utanför reggaesfären, såsom Sade, Massive Attack, The Orb, och brasilianska DJ Marcelinho da lua.